# 慶州駅 (廃駅)
慶州駅（キョンジュえき）は、大韓民国慶尚北道慶州市城東洞にかつて存在した韓国鉄道公社の駅である。駅舎は鉄道記念物に、給水塔は準鉄道記念物に指定されており、廃止後も保存されている。

## 路線
- 韓国鉄道公社
  - 中央線
  - 東海線（旧東海南部線）

## 駅周辺
- 城東市場
- 皇吾洞住民センター
- 天馬塚
- 慶州瞻星台
- 慶州警察署

## 歴史
| 年月日         | 出来事                                                      | 出典  |
| -------------- | ----------------------------------------------------------- | ----- |
| 1918年11月1日  | 開業                                                        |       |
| 1936年12月1日  | 蔚山駅（現・太和江駅） - 慶州駅が標準軌に改軌。現駅舎竣工   | [ 1 ] |
| 1947年2月2日   | 5級駅に昇格                                                 |       |
| 1971年9月10日  | 民需用無煙炭到着貨物取扱駅に指定                            | [ 2 ] |
| 1974年3月15日  | 4級駅に昇格                                                 |       |
| 1979年4月1日   | セマウル号がソウル駅 - 慶州駅（当駅）で運行開始             |       |
| 1981年6月15日  | 民需用無煙炭到着貨物取扱駅指定解除                          | [ 3 ] |
| 1989年10月22日 | セマウル号運行区間がソウル駅 - 蔚山駅（現・太和江駅）に延長 |       |
| 1993年5月1日   | 有料休憩室の営業開始                                        | [ 4 ] |
| 1995年7月1日   | 有料休憩室廃止                                              | [ 5 ] |
| 2002年10月15日 | セマウル号 ソウル駅 - 浦項駅・蔚山駅 複合列車運行開始       |       |
| 2006年5月1日   | 小荷物取扱中止                                              |       |
| 2012年11月1日  | セマウル号 ソウル駅 - 浦項駅・蔚山駅 複合列車運行中止       | [ 6 ] |
| 2016年12月30日 | 所属していた東海南部線が東海線に編入された                  |       |
| 2018年11月1日  | 開業100周年                                                 |       |
| 2021年12月28日 | 東海線新線切替により廃止。新慶州駅に機能移転                |       |

## 隣の駅
韓国鉄道公社
中央線
西慶州駅 - (隍城分岐所) - 慶州駅
東海線
仏国寺駅 - (東方信号場) - 慶州駅 - (隍城分岐所) - (羅原駅) - (青令駅) - (士方駅) - 安康駅

## ギャラリー

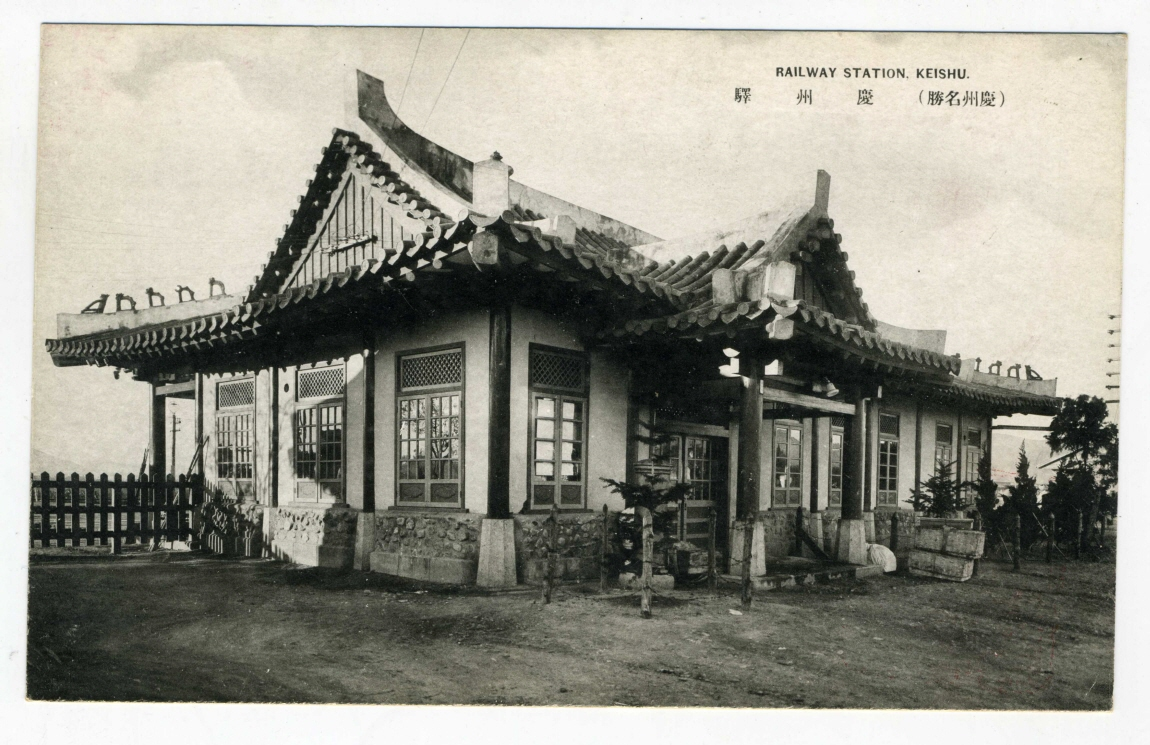
旧駅舎
旧駅舎
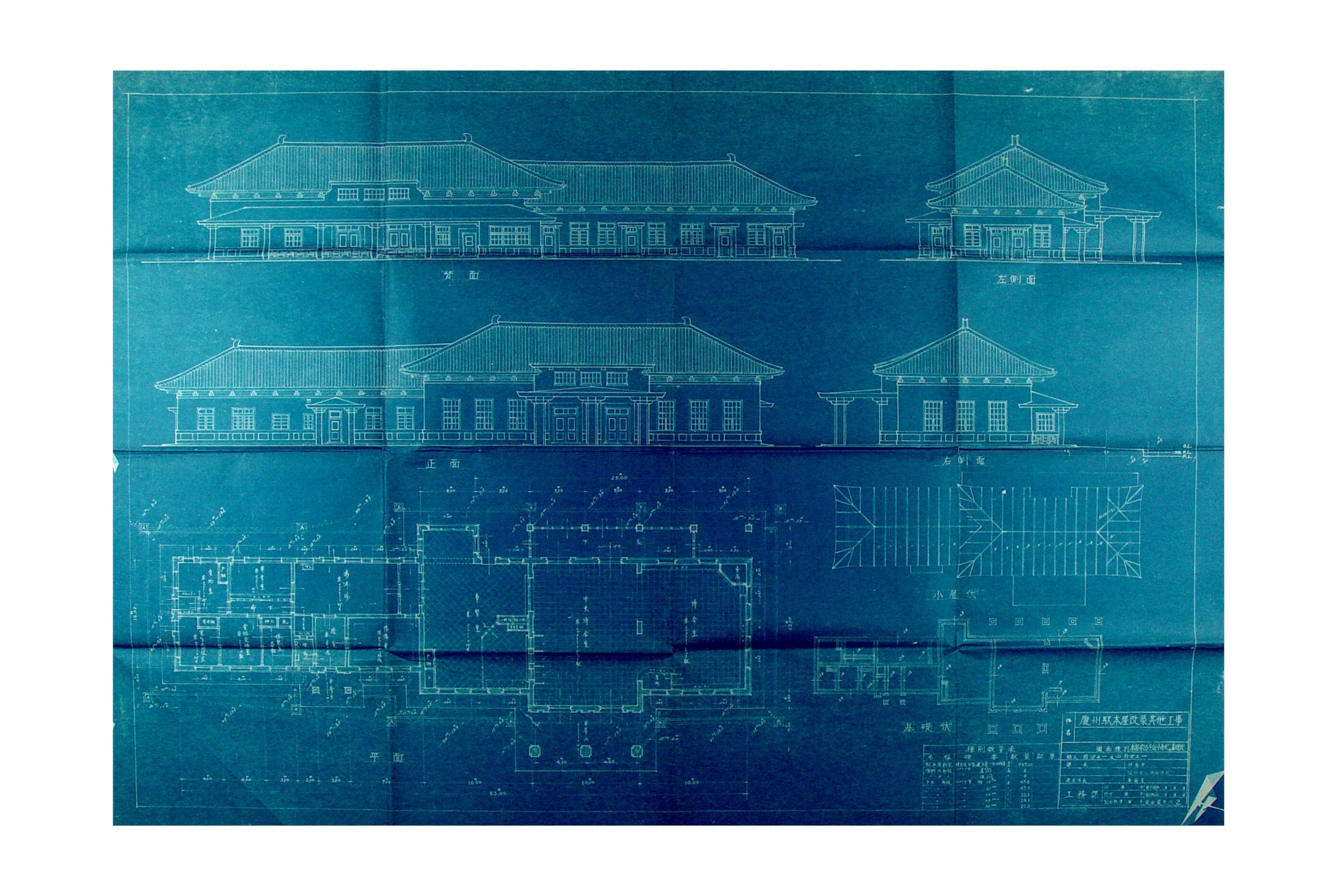
駅舎の設計図
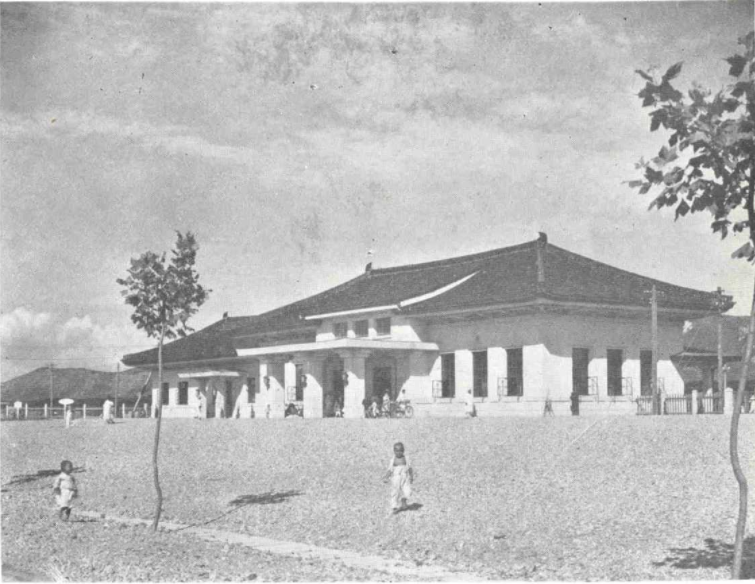
駅舎
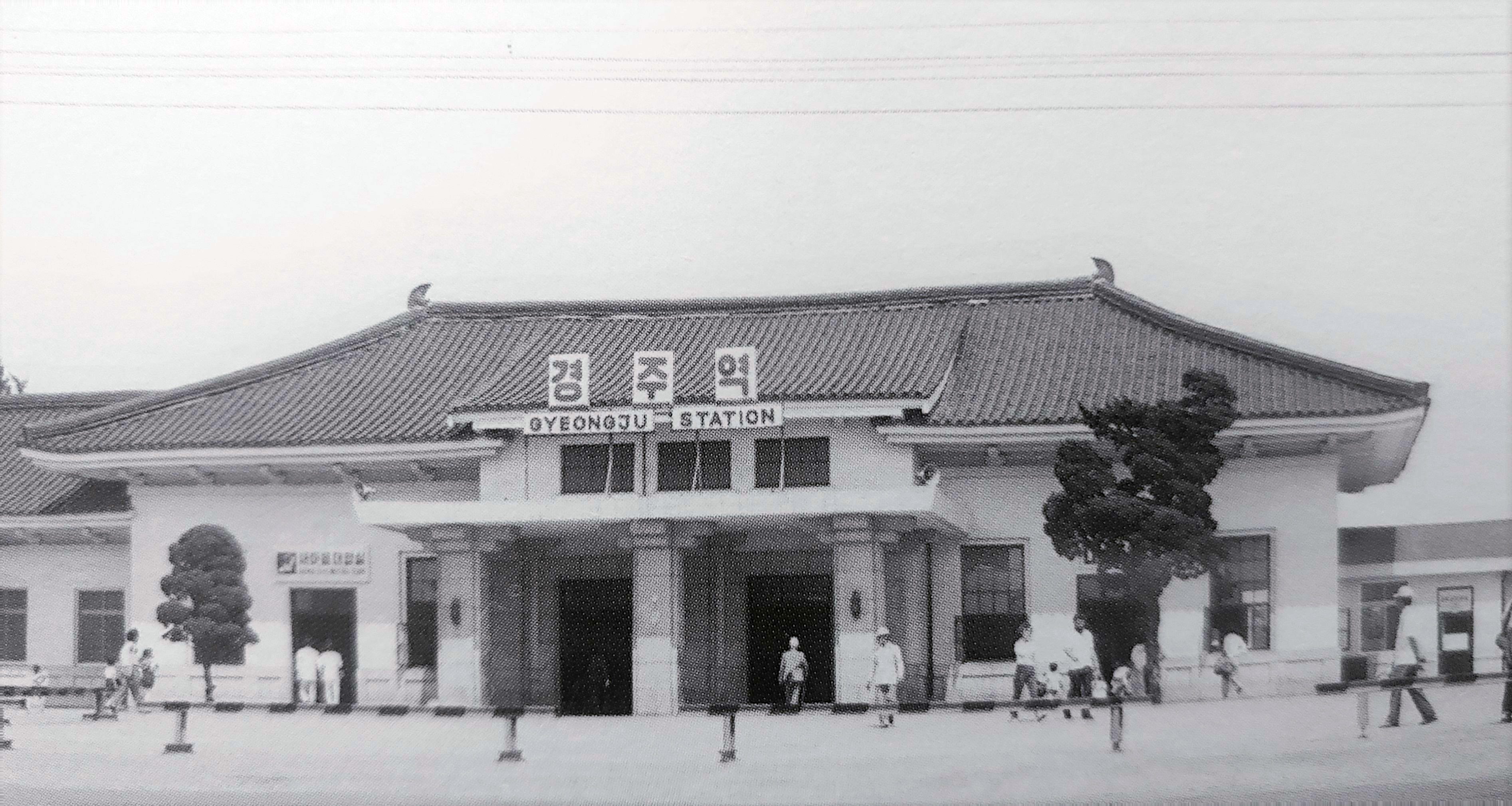
駅舎(1960年代)
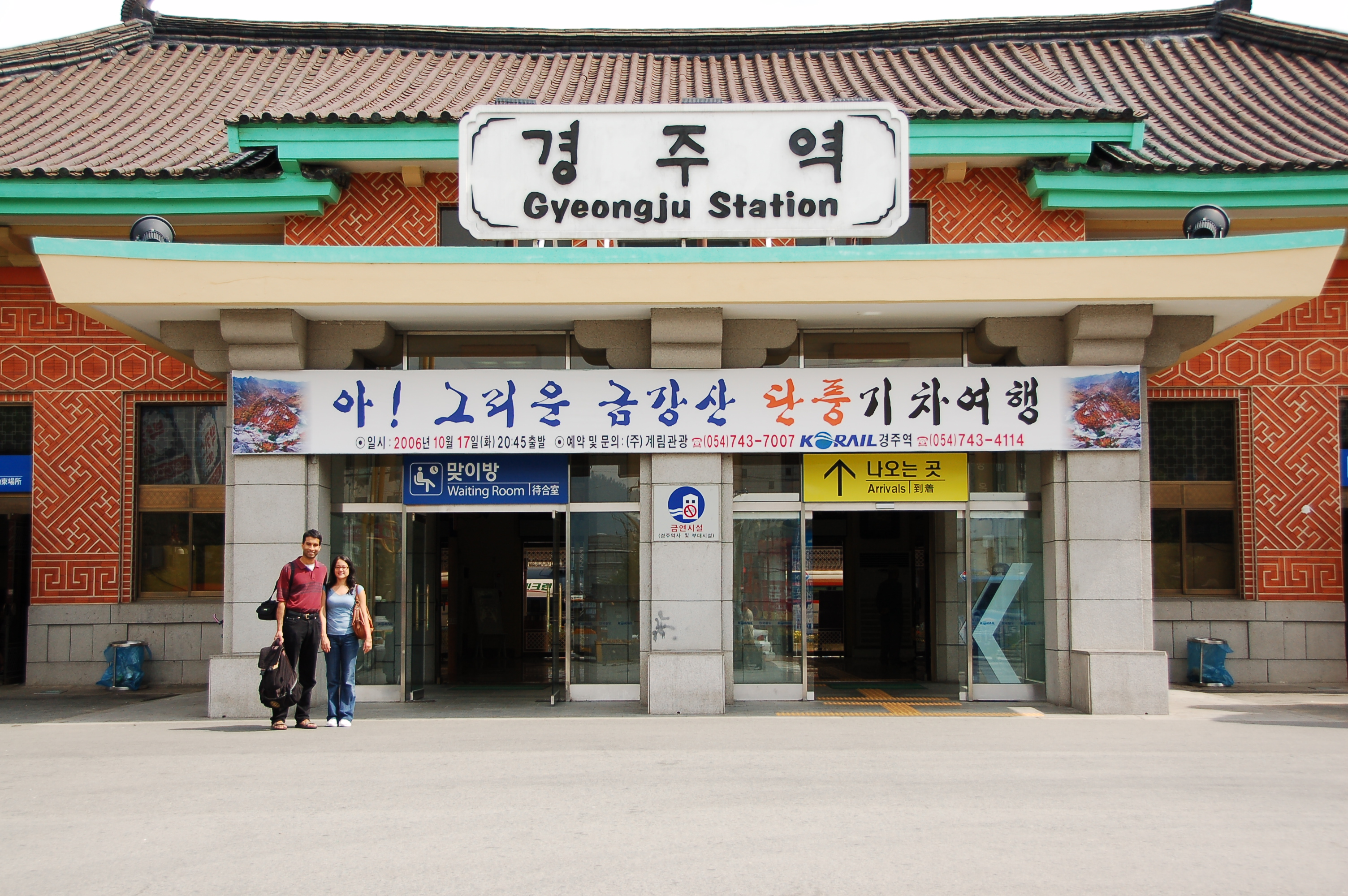
駅舎(2004年)
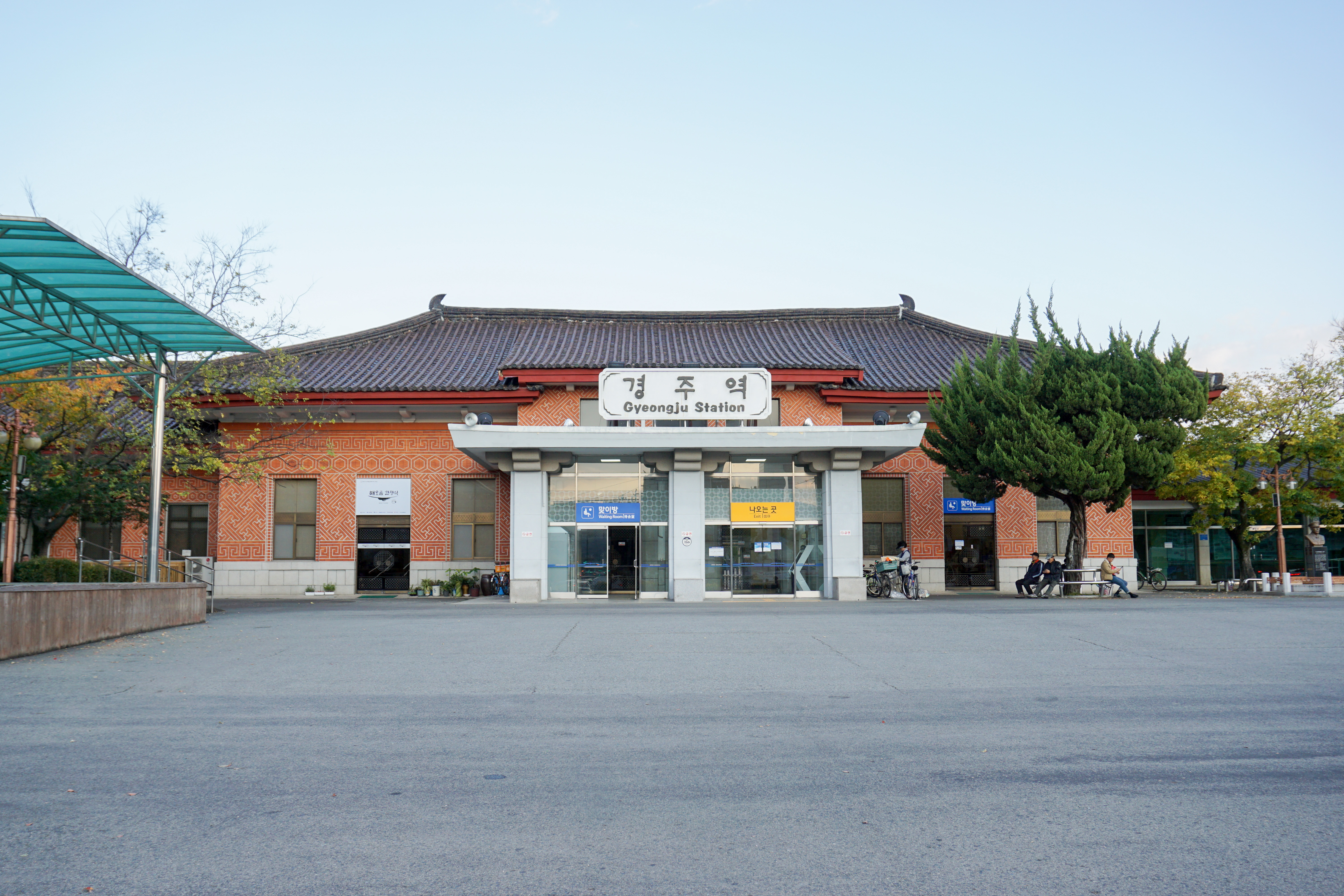
駅舎(2019年11月)
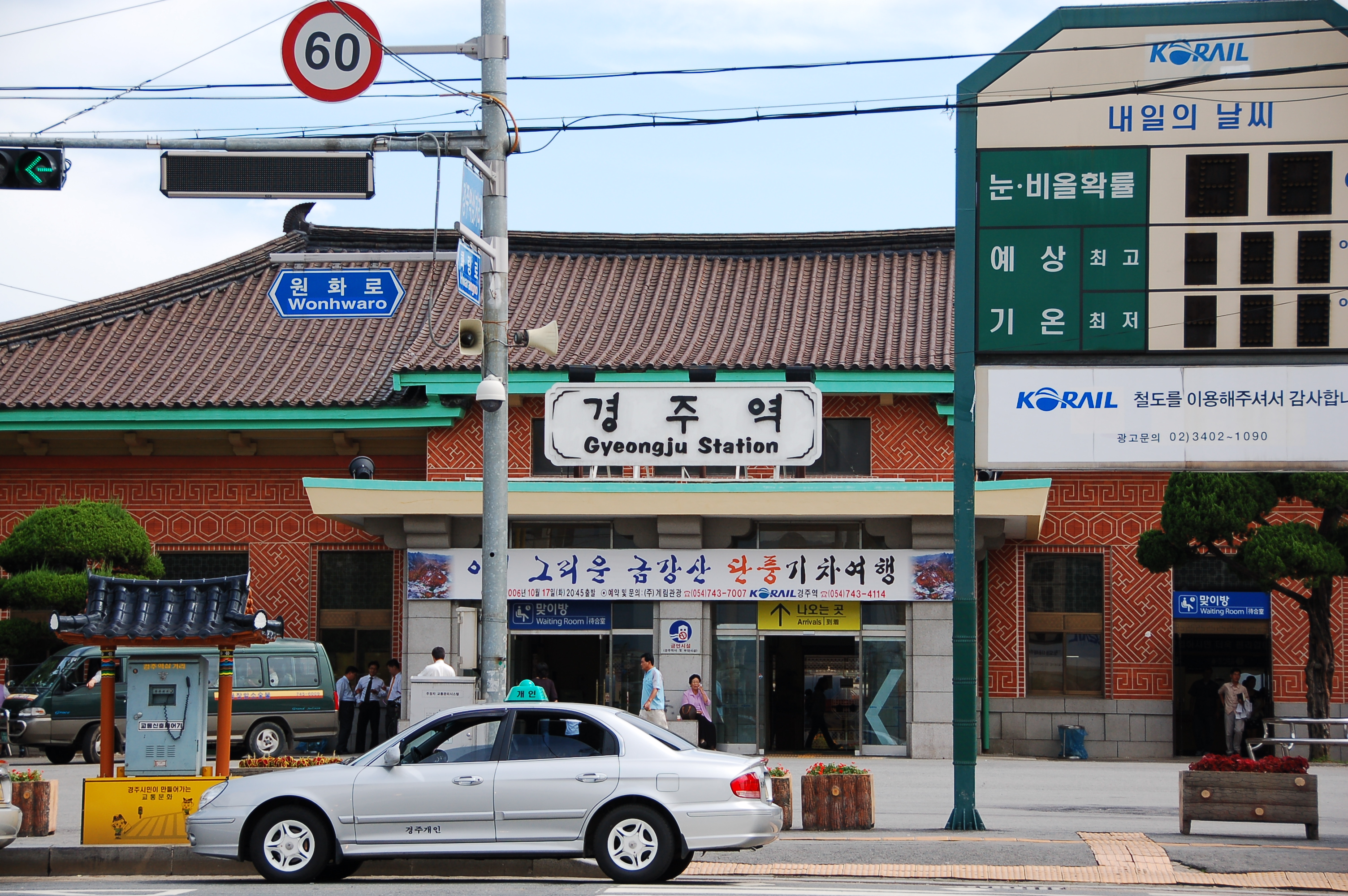
駅前大通り(源花路)より駅舎を望む
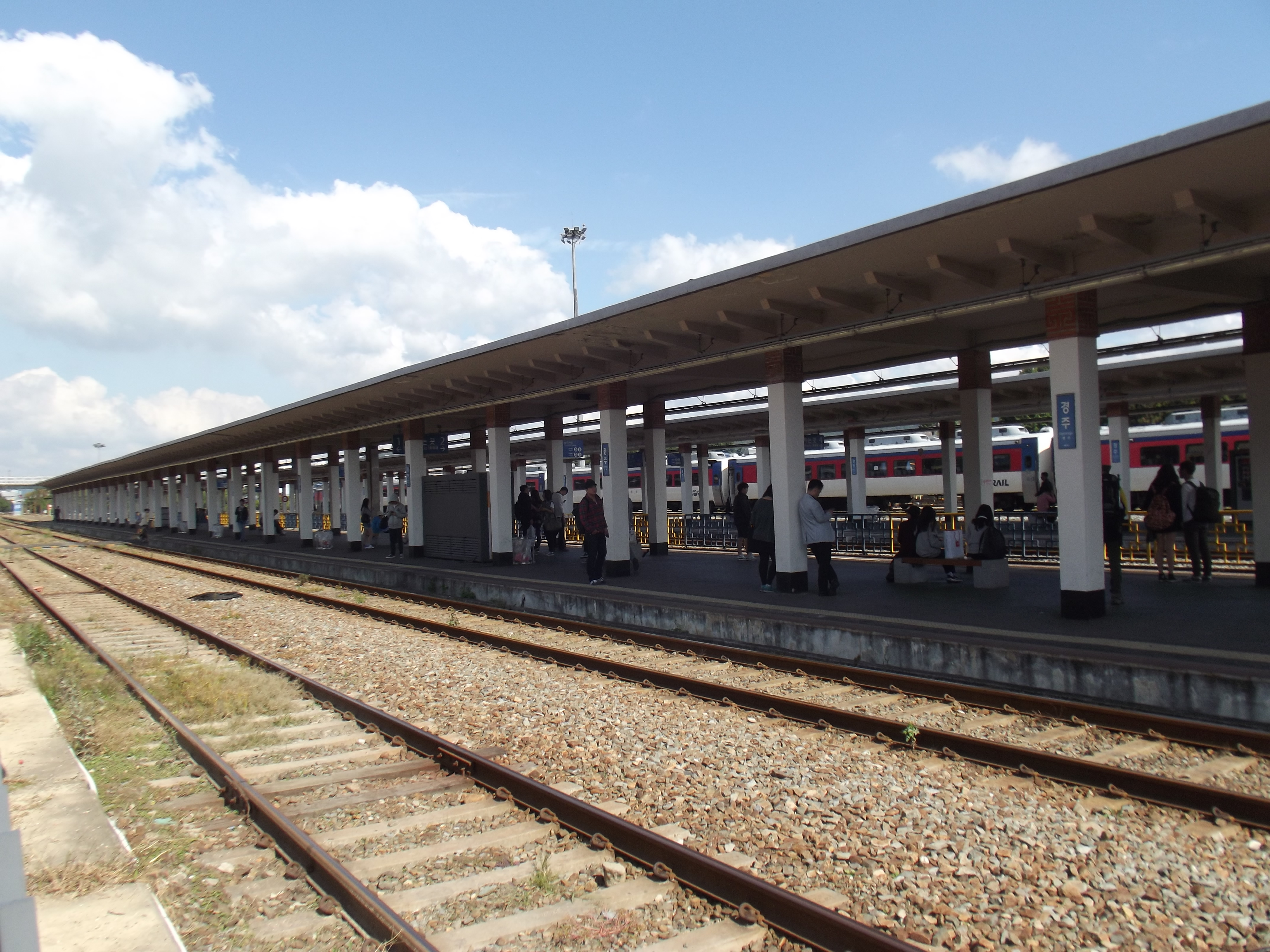
プラットホーム
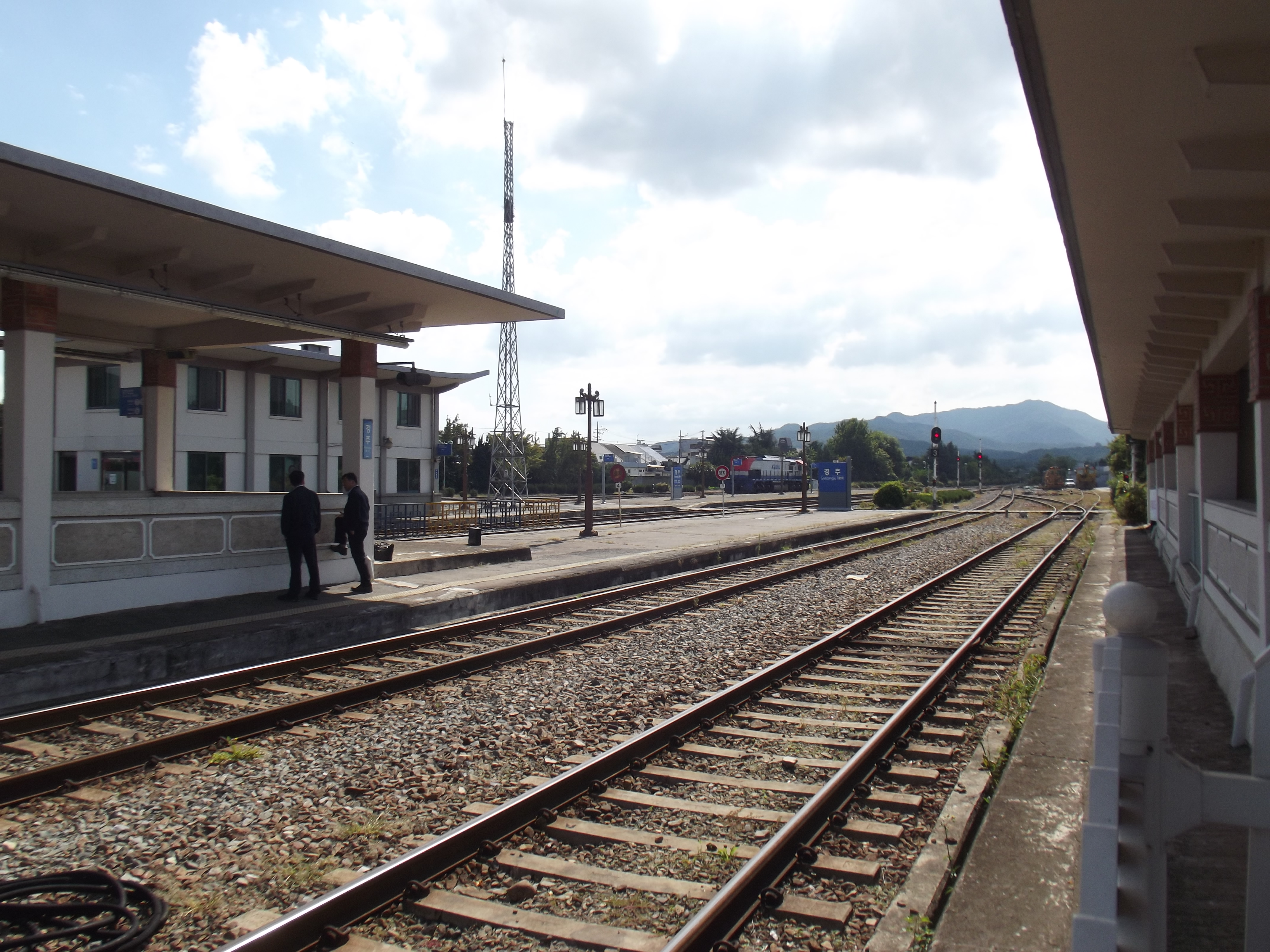
プラットホーム
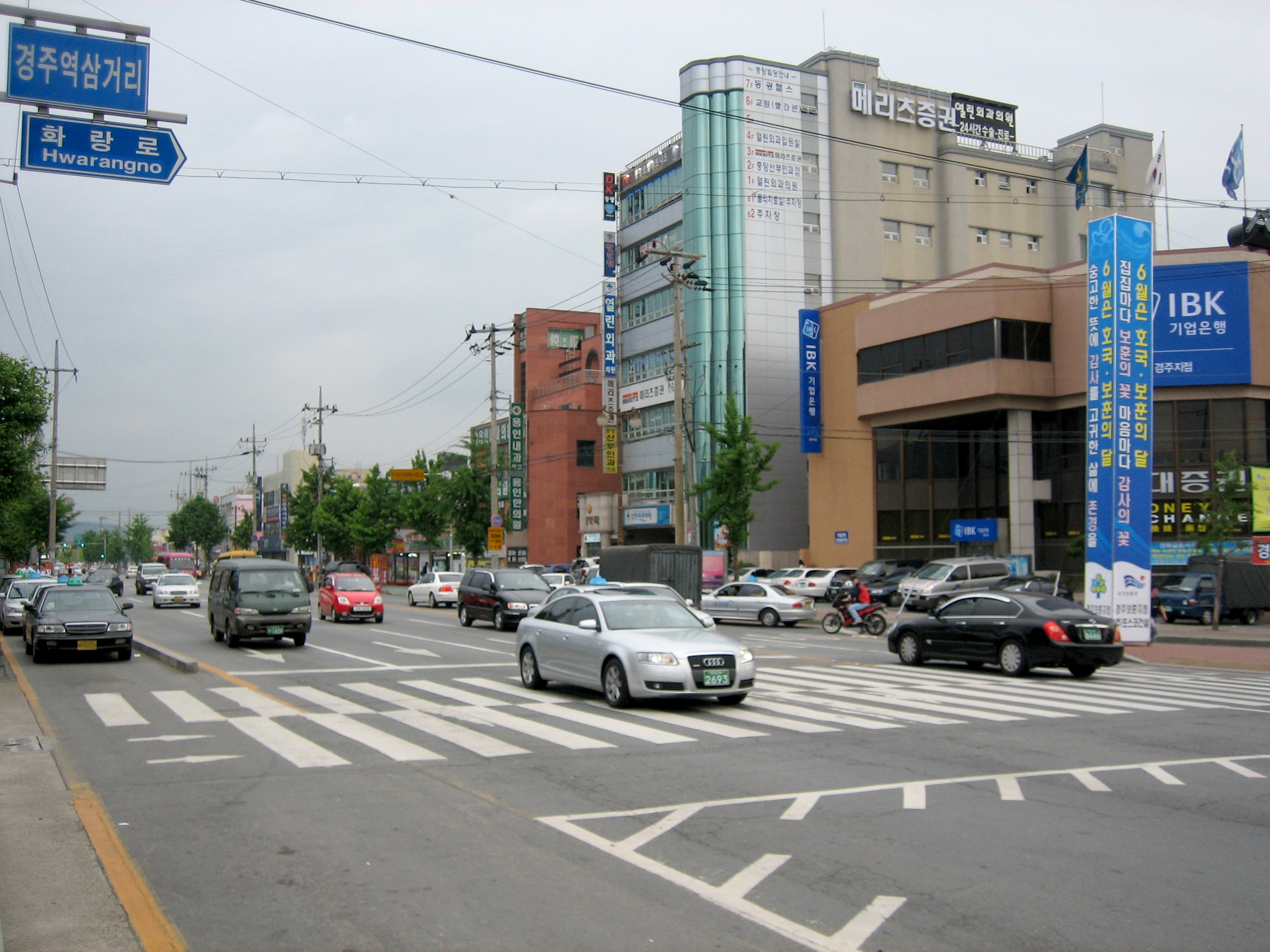
駅前広場より三叉路を望む
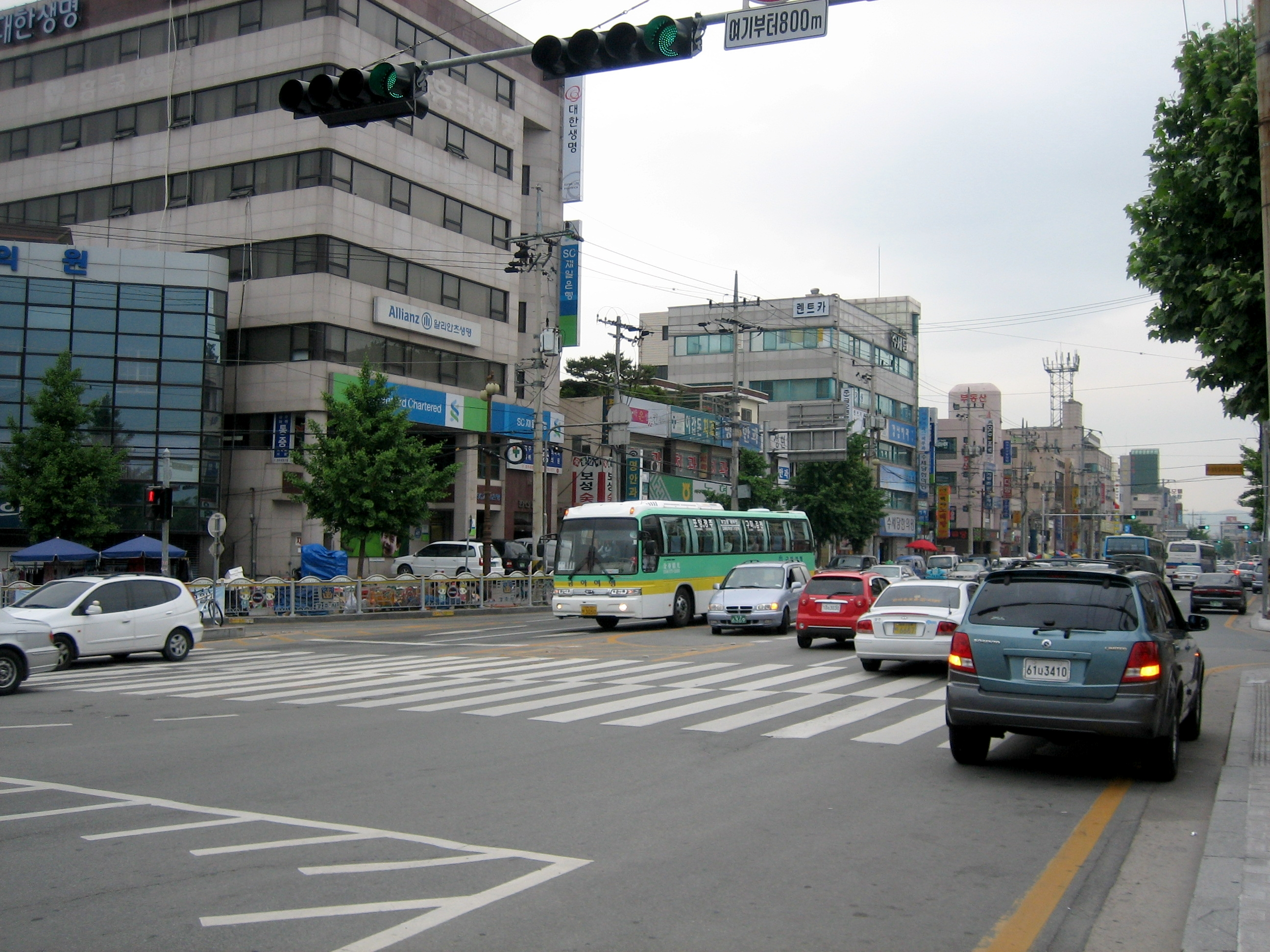
駅前広場より三叉路を望む